# Thylacella cubana
Thylacella cubana är en insektsart som först beskrevs av Banks 1941.  Thylacella cubana ingår i släktet Thylacella och familjen fjällstövlöss. Inga underarter finns listade i Catalogue of Life.